# Sophie Liebknecht

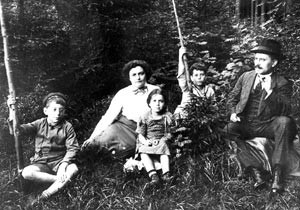
Sophie och Karl Liebknecht med barnen Wilhelm, Vera och Robert, 1913.

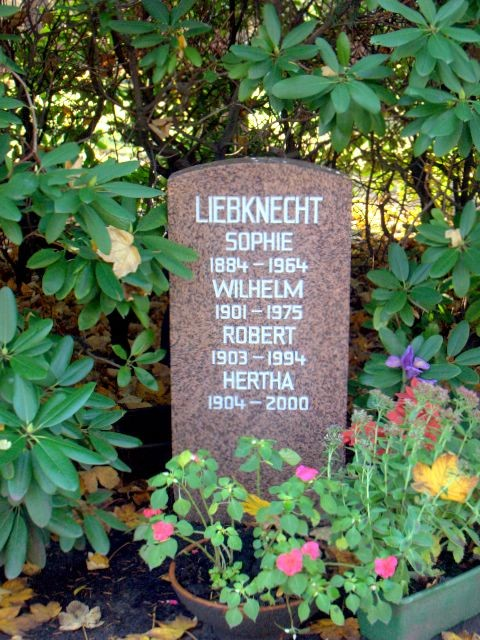
Sophie Liebknechts grav i Berlin

Sophie Liebknecht, född  Ryss 1884 i Rostov-na-Donu i Ryssland, död 1964 i Moskva, var en tysk socialistisk och feministisk politiker samt konsthistoriker.
Hon bedrev akademiska studier och disputerade i Tyskland, där hon träffade och gifte sig med Karl Liebknecht, som blev en av ledarna för novemberrevolutionen i Tyskland 1918–1919. Han hade redan tre barn i sitt äktenskap med Julia Liebknecht, som hade gått bort 1911.
Efter kontrarevolutionens seger och mordet på Karl Liebknecht och Rosa Luxemburg 1919 flydde Sophie Liebknecht till London. År 1934 emigrerade hon till Moskva i Sovjetunionen. Där fick hon senare utreseförbud på grund av sin opposition mot Stalin. Hon levde i Moskva till sin död 1964, men fick sin begravningsplats i Berlin, på Zentralfriedhof Friedrichsfelde.